# Decarabia

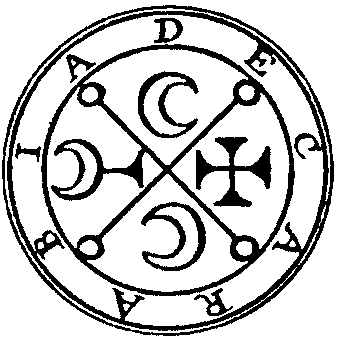
Insignia de Decarabia.

Decarabia (también llamado Carabia) es el nombre de un demonio según la goetia, o arte de invocar a los poderes del mal.  Se lo menciona en el libro de La Clavícula de Salomòn, donde aparece en la sexagésimo novena posición, con el rango de marqués del Infierno, En la Pseudomonarchia daemonum, en cambio, ocupa el puesto cincuenta y dos y no se menciona su título.
Su aspecto es el de una estrella de cinco puntas, pero puede manifestarse como humano ante la demanda de quien lo invoca. Comanda treinta legiones de diablos, domina las aves y conoce las virtudes de las plantas y las piedras preciosas. Entre sus poderes está el de convertir al que lo conjura en un ave o un murciélago.
Debido a la similitud de su nombre con la palabra Abracadabra, algunos sugieren que Decarabia podría ser una adaptación goetica del dios egipcio y gnóstico Abraxas.

### En la literatura
Es mencionado en la obra de Umberto Eco, El vértigo de las listas. En la novela El eclipse de Sirius C de Daniel Hunt, Decarabia es el nombre de un robot, mientras que aparece como personaje demoníaco en la novela juvenil Abylion: El océano de cristal de Manuel Mairal, en el cuento homónimo de Ariel Cambronero Zumbado publicado en la revista costarricense Fantastique en 2019, en el anime titulado Shakugan no Shana

### Videojuegos
Aparece en Genshin impact, donde un antiguo dios lleva su nombre. En varias entregas de la franquicia Shin Megami Tensei, incluyendo su spin-off Persona. Dentro de la franquicia Castlevania, donde posee solo dos apariciones, siendo éstas en Castlevania: Dawn of Sorrow y Castlevania: Order of Ecclesia.